# Мецалуна
Мецалуна (итал. mezzaluna) је врста ножа која има закривљено сечиво и дршке на оба краја сечива. Користи се за сечење пице и ситно сецкање поврћа, зачина ораха или чоколаде. Предност мецалуне над обичним ножем је у томе што се храна сече не повлачењем сечива по њој, већ спуштањем сечива одозго што прави чист рез без помицања хране.
Осим обичних, постоје и мецалуне са двоструким сечивом.

## Етимологија
Од итал. mezzaluna што значи полумесец, а односи се на облик сечива.

## Употреба
Мецалуна се користи тако што се сечиво љуља са једне стране на другу по храни која се сече. Постоје и посебне даске за сечење са уторима које олакшавају употребу мецалуне.